# Nicodim Bulzesc
Nicodim Bulzesc (ur. 22 stycznia 1955 w Vața de Jos w okręgu Hunedoara) – rumuński polityk i inżynier, wykładowca akademicki, w latach 2007–2009 deputowany do Parlamentu Europejskiego VI kadencji.

## Życiorys
W 1992 ukończył studia inżynierskie na Politechnice w Timișoarze, w drugiej połowie lat 90. kształcił się w instytucie etyki chrześcijańskiej na Florydzie. Odbył też studia podyplomowe z zakresu zarządzania zasobami ludzkimi.
W 1993 został kierownikiem laboratorium na Wydziale Inżynierii Lądowej Uniwersytetu Politechnicznego w Timișoarze. W 2001 brał udział w powołaniu organizacji APCOR, regionalnego stowarzyszenia konstruktorów. W 2003 został profesorem na prywatnym katolickim University of Sacramento.
W wyborach w 2007 z listy Partii Demokratycznej (przemianowanej następnie na Partię Demokratyczno-Liberalną) uzyskał mandat deputowanego do Parlamentu Europejskiego, który objął w grudniu tego samego roku. W PE był członkiem grupy chadeckiej oraz Komisji Kultury i Edukacji. Kadencję zakończył w lipcu 2009.